# OG・アヌノビー
オグアグア・アヌノビー・ジュニア（Oguagua Anunoby Jr., 1997年7月17日 - ）は、イギリス・ロンドン出身のプロバスケットボール選手。NBAのニューヨーク・ニックスに所属している。ポジションはスモールフォワードまたはシューティングガード。

## 経歴

### ハイスクール
ミズーリ州のジェファーソンシティ・ハイスクールでプレーし、4年目のシーズンに平均19.1得点、8.6リバウンドを記録し、その年のミズーリ州のミスター・バスケットボールの最終候補に選ばれた。2014年10月、インディアナ大学に進学することを表明した。

### カレッジ
インディアナ大学でのフレッシュマンシーズンは34試合に出場し平均4.9得点、2.6リバウンド、0.5アシストを記録した。ソフィモアシーズンはThe Sporting Newsの選ぶプレシーズンのオール・アメリカンに選出された。2017年1月17日に行われたペンシルベニア州立大学戦で右膝を負傷し手術を受けることになりシーズンが終了した。2017年4月10日に2017年のNBAドラフトへのエントリーを表明した。

### トロント・ラプターズ
2017年6月22日に行われたNBAドラフトにて1巡目全体23位でトロント・ラプターズから指名され、7月9日にラプターズとのルーキー契約に合意した。11月14日のヒューストン・ロケッツ戦で16得点、2リバウンド、1アシスト、1スティールを記録し、チームは129-113で勝利した。
2019年1月29日にライジング・スターズ・チャレンジのワールドチームのメンバーとして選出された。同年4月に虫垂切除術を受け、プレーオフの全休を余儀なくされた。このシーズン、チームはフランチャイズ史上初となるNBAチャンピオンを獲得し、アヌノビー自身は全休したもののNBAチャンピオンを獲得した史上初のイギリス人選手となった。
2020年3月1日のデンバー・ナゲッツ戦でキャリアハイとなる7スティールを含む32得点、7リバウンド、3アシストを記録したが、チームは118-133で敗れた。9月3日に行われたボストン・セルティックスとのプレーオフカンファレンス準決勝の第3戦でブザービーターとなる3ポイントシュートを含む12得点、10リバウンド、1アシスト、3スティール、2ブロックを記録し、チームは104-103で辛勝した。
10月21日にラプターズとの4年総額7200万ドルの延長契約に合意した。2021年1月24日のインディアナ・ペイサーズ戦でシーズンハイとなる30得点を含む8リバウンド、5スティールを記録し、チームは107-102で辛勝した。なお、ラプターズの選手が複数の試合で30得点、5リバウンド、5スティール以上を記録したのは、カワイ・レナードに次いでフランチャイズ史上2人目であった。
11月1日のニューヨーク・ニックス戦でシーズンハイとなる36得点を含む6リバウンド、2アシストを記録し、チームは113-104で勝利した。2022年2月25日のシャーロット・ホーネッツ戦で右指を骨折する故障を負い。3月3日に2週間の欠場をすることが発表された。
11月16日のマイアミ・ヒート戦でシーズンハイとなる32得点を記録し、チームは112-104で勝利した。このシーズン、アヌノビーはシーズン平均1.9スティールを記録して自身初となるスティール王を受賞し、フランチャイズ史上初かつスティール王を受賞した初のイギリス人選手となった。また、自身初となるNBAオールディフェンシブセカンドチームにも選出された。

### ニューヨーク・ニックス
2023年12月30日にRJ・バレット、イマニュエル・クイックリー、ドラフト2巡目指名権とのトレードで、プレシャス・アチュワ、マラカイ・フリンと共にニューヨーク・ニックスへ移籍した。2024年1月1日のミネソタ・ティンバーウルブズ戦でニックスデビューを果たして17得点、6リバウンドを記録し、チームは112-106で勝利した。2月8日に右肘の手術を受け、その後に1ヶ月の欠場を余儀なくされた。
7月6日にニックスとの5年総額2億1000万ドルの再契約に合意した。11月25日のデンバー・ナゲッツ戦でキャリアハイとなる40得点を記録し、チームは145-118で勝利した。

## 人物
イングランドのロンドンで生まれ、ミズーリ州のジェファーソンシティで育った。父親はリンカーン大学で教授をしている。

## 個人成績

### NBA

#### レギュラーシーズン
| シーズン | チーム | GP  | GS  | MPG  | FG%  | 3P%  | FT%  | RPG | APG | SPG  | BPG | PPG  |
| -------- | ------ | --- | --- | ---- | ---- | ---- | ---- | --- | --- | ---- | --- | ---- |
| 2017–18  | TOR    | 74  | 62  | 20.0 | .471 | .371 | .629 | 2.5 | .7  | .7   | .2  | 5.9  |
| 2018–19† | TOR    | 67  | 6   | 20.2 | .453 | .332 | .581 | 2.9 | .7  | .7   | .3  | 7.0  |
| 2019–20  | TOR    | 69  | 68  | 29.9 | .505 | .390 | .706 | 5.3 | 1.6 | 1.4  | .7  | 10.6 |
| 2020–21  | TOR    | 43  | 43  | 33.3 | .480 | .398 | .784 | 5.5 | 2.2 | 1.5  | .7  | 15.9 |
| 2021–22  | TOR    | 48  | 48  | 36.0 | .443 | .363 | .754 | 5.5 | 2.6 | 1.5  | .5  | 17.1 |
| 2022–23  | TOR    | 67  | 67  | 35.6 | .476 | .387 | .838 | 5.0 | 2.0 | 1.9* | .7  | 16.8 |
| 2023–24  | TOR    | 27  | 27  | 33.3 | .489 | .374 | .717 | 3.9 | 2.7 | 1.0  | .5  | 15.1 |
| 2023–24  | NYK    | 23  | 23  | 34.9 | .488 | .394 | .791 | 4.4 | 1.5 | 1.7  | 1.0 | 14.1 |
| 2024–25  | NYK    | 74  | 74  | 36.6 | .476 | .372 | .810 | 4.8 | 2.2 | 1.5  | .9  | 18.0 |
| 通算     | 通算   | 492 | 418 | 30.2 | .474 | .375 | .761 | 4.4 | 1.7 | 1.3  | .6  | 12.9 |

#### プレーオフ
| シーズン | チーム | GP                   | GS                   | MPG                  | FG%                  | 3P%                  | FT%                  | RPG                  | APG                  | SPG                  | BPG                  | PPG                  |                      |
| -------- | ------ | -------------------- | -------------------- | -------------------- | -------------------- | -------------------- | -------------------- | -------------------- | -------------------- | -------------------- | -------------------- | -------------------- | -------------------- |
| 2018     | TOR    | 10                   | 10                   | 23.8                 | .558                 | .448                 | .727                 | 2.1                  | .7                   | .6                   | .4                   | 7.9                  |                      |
| 2019†    | TOR    | 虫垂切除術の為不出場 | 虫垂切除術の為不出場 | 虫垂切除術の為不出場 | 虫垂切除術の為不出場 | 虫垂切除術の為不出場 | 虫垂切除術の為不出場 | 虫垂切除術の為不出場 | 虫垂切除術の為不出場 | 虫垂切除術の為不出場 | 虫垂切除術の為不出場 | 虫垂切除術の為不出場 | 虫垂切除術の為不出場 |
| 2020     | TOR    | 11                   | 11                   | 35.7                 | .455                 | .415                 | .643                 | 6.9                  | 1.2                  | 1.0                  | 1.2                  | 10.5                 |                      |
| 2022     | TOR    | 6                    | 6                    | 36.1                 | .476                 | .341                 | .750                 | 4.0                  | 2.5                  | 1.0                  | .2                   | 17.3                 |                      |
| 2024     | NYK    | 9                    | 9                    | 36.0                 | .505                 | .410                 | .615                 | 6.0                  | 1.1                  | .9                   | 1.0                  | 15.1                 |                      |
| 2025     | NYK    | 18                   | 18                   | 39.2                 | .417                 | .339                 | .810                 | 4.6                  | 1.3                  | 2.0                  | 1.2                  | 16.3                 |                      |
| 通算     | 通算   | 54                   | 54                   | 34.8                 | .460                 | .373                 | .738                 | 4.8                  | 1.3                  | 1.2                  | .9                   | 13.5                 |                      |

### カレッジ
| シーズン | チーム | GP | GS | MPG  | FG%  | 3P%  | FT%  | RPG | APG | SPG | BPG | PPG  |
| -------- | ------ | -- | -- | ---- | ---- | ---- | ---- | --- | --- | --- | --- | ---- |
| 2015–16  | IUB    | 34 | 0  | 13.7 | .569 | .448 | .476 | 2.6 | .5  | .8  | .8  | 4.9  |
| 2016–17  | IUB    | 16 | 10 | 25.1 | .557 | .311 | .563 | 5.4 | 1.4 | 1.3 | 1.3 | 11.1 |
| 通算     | 通算   | 50 | 10 | 17.4 | .563 | .365 | .522 | 3.5 | .8  | 1.0 | .9  | 6.8  |